# Jacqueline Rose
Jacqueline Rose (* 1949 in London) ist eine britische Wissenschaftlerin und Professorin für Geisteswissenschaften am Birkbeck Institute for the Humanities sowie Feministin.

## Leben und Werk
Jacqueline wurde in eine nicht-praktizierende jüdische Familie geboren. Ihre ältere Schwester war die Philosophin Gillian Rose. Sie ist Absolventin des St. Hilda’s College in Oxford (Abschluss in Anglistik, 1968), hat eine Maîtrise in Literatur von der Sorbonne in Paris und einen Doktortitel (Ph.D.) der University of London, wo ihr Doktorvater Frank Kermode war.
Sie lehrt seit 2015 am Birkbeck Institute for the Humanities als Professorin für Geisteswissenschaften. Dort ist sie zusammen mit Esther Leslie Co-Direktorin der London Critical Theory Summer School. Zuvor war sie seit 1992 Professorin für Englische Literatur an der Queen Mary University of London. 2006 wurde sie zum Mitglied der British Academy gewählt.
Roses Roman Albertine aus 2001 gilt als feministische Variation von Marcel Prousts Auf der Suche nach der verlorenen Zeit.
Ebenfalls bekannt ist ihre kritische Studie zum Werk und Leben der US-amerikanischen Dichterin Sylvia Plarth. In ihrem Buch The Haunting of Sylvia Plath liefert sie eine postmoderne feministische Interpretation von Plaths Werk und kritisiert Plaths Ehemann Ted Hughes und andere Übersetzer der Dichterin. Eine Kritik, die später selbst in der bekannten Analyse von Janet Malcolm im Buch The Silent Woman: Sylvia Plath and Ted Hughes ihren Niederschlag fand.
Im Buch The Question of Zion wendet Rose die Erkenntnisse der Psychoanalyse auf die innere Welt der zionistischen Theorien und Denkweisen an.
Sie ist Rundfunksprecherin und Autorin der London Review of Books.

## Politische Einstellungen
Im Oktober 2024 gehörte Rose zu den Unterzeichnern eines Aufrufs zum Boykott israelischer Kulturinstitutionen, „die an der überwältigenden Unterdrückung der Palästinenser mitschuldig sind oder diese stillschweigend beobachtet haben“.

## Bibliografie
- The Case of Peter Pan: Or the Impossibility of Children's Fiction (New Cultural Studies), 1984, ISBN 0-8122-1435-8
- Sexuality in the Field of Vision, 1987, ISBN 978-0-86091-148-7
- Why War? - Psychoanalysis, Politics, and the Return to Melanie Klein: Psychoanalysis and the Return to Melanie Klein (The Bucknell Lectures in Literary Theory), 1993, ISBN 978-0-631-18923-7
- States of Fantasy (Clarendon Lectures in English Literature), 1996, ISBN 978-0-19-818280-1
- Albertine, 2001, ISBN 978-0-7011-6976-3
- On Not Being Able To Sleep: Psychoanalysis and the Modern World, 2003, ISBN 978-0-691-11746-1
- The Question of Zion, 2005, ISBN 978-0-691-11750-8
- The Last Resistance, 2007, ISBN 978-1-84467-124-3
- The Jacqueline Rose Reader, 2011, ISBN 978-0-8223-4963-1
- Proust among the Nations: From Dreyfus to the Middle East (Carpenter Lectures), 2011, ISBN 978-0-226-72578-9
- The Haunting Of Sylvia Plath, 2013, ISBN 978-0-349-00435-8
- Women in Dark Times, 2014, ISBN 978-1-4088-4540-0
- Mothers: An Essay on Love and Cruelty, 2018, ISBN 978-0-374-21379-4
- On Violence and On Violence Against Women, Faber & Faber, London 2021, ISBN 978-0-571-33271-7